# A Cidade Maravilhosa (livro)
A Cidade Maravilhosa é uma coletânea de contos do escritor brasileiro Coelho Neto, muitos em forma de diálogo, alguns tão curtos que estão na fronteira da crônica, publicada em 1928. No conto inicial que dá nome ao livro, embora um dos personagens seja carioca e tente seduzir uma interiorana fazendo alusões tentadoras ao Rio de Janeiro, a "cidade maravilhosa" não é o Rio, e sim uma cidade imaginária, evocada à noite por uma queimada.
"Aqui a tem, a sua cidade maravilhosa. Viu-a de longe, era linda. Veja agora. Ilusões, fanciulla [criancice]. Adriana olhava estarrecida. Mas não era a destruição das árvores, não eram aquelas cinzas pardacentas, ainda mornas, não eram aqueles troncos denegridos, aqueles ramos que rechinavam [=queimavam] amojados de seiva que a comoviam, mas a lembrança da cena da estrada, a sedução do homem sinistro a mostrar-lhe, ao longe, no fogaréu rutilante, a cidade maravilhosa, cidade do sonho, cidade do amor."

## Resumo dos contos
A CIDADE MARAVILHOSA: Um pintor carioca tenta seduzir uma professora interiorana. Mas a “Cidade Maravilhosa” do título não é o Rio de Janeiro, e sim uma "cidade do sonho", imaginária, evocada à noite por uma queimada.
APROXIMAÇÕES: Desventuras de um homem que, tendo nascido entre 31 de dezembro de 1899 e 1 de janeiro de 1900 não sabe exatamente a que século pertence.
NOTAS RECOLHIDAS: Drama de um homem do tempo da valsa que, viúvo após longo casamento, não se adapta ao tempo do charleston.
O MONUMENTO: A inauguração de uma estátua traz recordações a uma morena que conhecia o homenageado.
OS SENTIDOS: Diálogo sobre o predomínio da visão em relação aos demais sentidos.
O POTRO E O SENDEIRO: Um velho e um jovem trocam de alma: a alma do velho vai para o corpo do jovem e vice-versa.
HOMENS E RELÓGIOS: Um relojoeiro traça um paralelo entre as injustiças da vida (das quais se queixa um amigo) e o funcionamento desigual dos relógios.
CORAÇÃO DE OURO: Uma lavadeira humilde fica sabendo que seu homem, “tão bom, que não fazia mal a ninguém”, foi preso por cometer um assassinato.
CONSPIRAÇÃO: Diálogo sobre um comendador velho e rico manipulado por um médium para sua família se aproveitar de sua fortuna.
À HORA DO “RÁDIO”: Um homem atribui os cataclismos da natureza (“ciclones, terremotos, enchentes de rios, erupções vulcânicas [...]”) a uma reação da natureza contra seus violadores e ao grande número de espíritos precocemente desencarnados, vagando atordoados, em decorrência da Grande Guerra.
O PRÍNCIPE LEPROSO: O príncipe de uma terra encantada, acometido de lepra, para se curar terá de se banhar em lágrimas nascidas num coração.
A ENFERMEIRA: Diálogo sobre a alma feminina e a superioridade da mulher sobre o homem.
UM SORVETE: Diálogo entre um velho marechal de 63 anos e a linda Madame Lutécia.
NA TREVA: Um trem em excesso de velocidade causa pânico nos passageiros.
A ESTRELA: Os reis magos seguem a estrela rumo à caverna em que Jesus nasceu.
O GRANDE JOGO: Serapião narra seu encontro com a morte.
A VISITA: Um leproso foge do leprosário para rever (ainda que por um breve momento) a mulher e os três filhos.
EMIGRANTES: Diálogo na barca de Niterói sobre mulheres exercendo profissões (na época) masculinas, e homens adotando hábitos femininos.
A VIDA: Diálogo sobre a vida e a morte.
O COLECIONADOR: História de Meroveu, colecionador (acumulador, diríamos hoje) de bugigangas (e de mulheres) num casarão do Catumbi.
PLANTAS DE VASO: Diálogo sobre o amor maternal, jamais igualado por uma madrasta. “Madrastas e amas, ainda as melhores, são, para enteados e crias o que são as tinas para plantas. Tiradas do viveiro onde nasceram e postas em vasos as plantas não medram.”
UM CASO DE LOUCURA: O quase septuagenário Dr. Clarimundo exibe sinais de loucura: casa-se com uma menina de dezoito anos e pede que Deus acrescente mais minutos às horas do dia.
A AMANTE: Enquanto o médico Álvaro aprecia a agitação da metrópole (o Rio), o jornalista Lúcio preferiria a calma da província. E enquanto o primeiro se contenta com pouco, o segundo preferiria enriquecer.
UM EXCÊNTRICO: Diálogo sobre a estabilidade e a mudança.
UMA SANTA : Numa família o pai se mata de trabalhar, a filha só pensa em diversões e a mãe é uma beata, “uma santa” que vive para a religião.